# 27712 Кудрей
27712 Кудрей (27712 Coudray) — астероїд головного поясу, відкритий 3 листопада 1988 року.
Тіссеранів параметр щодо Юпітера — 3,653.